# Naemospora strobi
Naemospora strobi är en svampart som beskrevs av Allesch. 1895. Naemospora strobi ingår i släktet Naemospora, divisionen sporsäcksvampar och riket svampar.   Inga underarter finns listade i Catalogue of Life.